# Vigotex
Vigotex Bârlad este o companie producătoare de țesături din bumbac și de confecții textile din România.
Cifra de afaceri în 2006: 2 milioane euro